# Artère iliaque externe
Pour les articles homonymes, voir Artère iliaque.
L'artère iliaque externe est une artère systémique paire de l'abdomen. Elle vascularise le membre inférieur et une partie de la paroi abdominale antérieure. 

## Origine
L'artère iliaque externe est une branche terminale de gros calibre de l'artère iliaque commune homolatérale. Elle débute au niveau du disque intervertébral L5-S1. 

## Trajet
L'artère iliaque externe descend en avant et en dehors en longeant le bord médial du muscle grand psoas et en avant de l'os coxal.  Au bout de dix à douze centimètres, elle passe sous le ligament inguinal au niveau de la lacune vasculaire rétro-inguinale où elle devient l'artère fémorale.

## Branches collatérales
Les branches collatérales de l’artère iliaque externe sont l’artère circonflexe iliaque profonde et l’artère épigastrique inférieure qui naissent au-dessus du ligament inguinal.

## Aspect clinique
L'endofibrose de l'artère iliaque externe est une pathologie vasculaire du sportif caractérisée par un épaississement de l'intima à l'origine d'une sténose progressive de cette artère. Cette sténose entraîne une réduction du flux sanguin dans le membre inférieur en aval et s'accompagne de phénomènes cliniques plus ou moins marqués incluant une baisse des performances sportives,.